# José Carlos Somoza
José Carlos Somoza Ortega (La Habana, Cuba, 13 de noviembre de 1959) es un escritor español.

## Biografía
Nacido en La Habana, cuando aún no había cumplido el año de edad, sus padres se mudaron en 1960 a España por motivos políticos, donde reside desde entonces. 
Estudió Medicina y Psiquiatría, aunque no se dedicó a la literatura por completo hasta 1994. 
Ha ganado diversos galardones por sus novelas: el Premio de Teatro Radiofónico Margarita Xirgu 1994 por Langostas,  La Sonrisa Vertical 1996 por Silencio de Blanca, el Café Gijón 1998 por La ventana pintada, el Fernando Lara 2001 y  el Hammett 2002 de novela negra por Clara y la penumbra, el Ciudad de Torrevieja 2007 por La llave del abismo. También fue finalista del Nadal 2000 con Dafne desvanecida.
Es socio de honor de Nocte, la Asociación Española de Escritores de Terror.
El director de cine Jaume Balagueró prepara una adaptación cinematográfica de La dama número trece, que cuenta la historia de un profesor de literatura en paro, apasionado por la poesía, y a quien constantemente atormentan unas extrañas pesadillas.
El Ateneo de Madrid presentó el 16 de septiembre de 2017, la exposición Art of Somoza. Una colección de arte realizada por Iván M.I.E.D.H.O. y basada en las novelas de La dama número trece, Clara y la penumbra y El Cebo. En la exposición participaron José Carlos Somoza, la actriz Amarna Miller y la primera bailarina del Ballet Nacional de España, Inmaculada Salomón.
El escritor y crítico literario Juan Manuel de Prada ha dicho: "José Carlos Somoza descree del realismo. Su obra, tan brillante y perturbadora, aspira a instaurar una realidad autónoma".
Vive en Madrid con su esposa y sus dos hijos.

## Premios
- Premio de Teatro Radiofónico Margarita Xirgu 1994 por Langostas
- Premio La Sonrisa Vertical 1996 por Silencio de Blanca
- Premio Café Gijón 1998 por La ventana pintada
- Premio Fernando Lara 2001 por Clara y la penumbra
- Premio Ciudad de Torrevieja 2007 por La llave del abismo

## Obras
- Planos, novela corta, 1994
- Langostas, guion radiofónico, 1994
- Silencio de Blanca, novela, 1996
- Miguel Will, teatro, 1997
- La ventana pintada, novela, 1998
- Cartas de un asesino insignificante, novela, 1999
- La caverna de las ideas, novela, 2000
- Dafne desvanecida, novela, 2000
- Clara y la penumbra, novela, 2001
- La dama número trece, novela, 2003
- La caja de marfil, novela, 2004
- El detalle, tres novelas breves, 2005; contiene:
  - Planos, El detalle y La boca
- Zig Zag, novela, 2006
- Fantasmas de papel, cuentos, 2007
- La llave del abismo, novela, 2007
- El cebo, novela, 2010
- Tetrammeron, novela, 2012
- La cuarta señal, novela, 2014
- Croatoan, novela, 2015
- El origen del mal, novela, 2018
- Estudio en negro, novela, 2019
- El signo de los diez, novela, 2022

Como coautor:
- Tragedias griegas (2007)

Antologías de cuentos:
- Steampunk: antología retrofuturista. Selección de textos y antólogo: Félix J. Palma. Relatos de Óscar Esquivias, Fernando Marías, José María Merino, Juan Jacinto Muñoz Rengel, Andrés Neuman, Fernando Royuela, Luis Manuel Ruiz, Care Santos, José Carlos Somoza, Ignacio del Valle, Pilar Vera y Marian Womack. Ed. Fábulas de Albión, 2012.
- Aquelarre. Antología del cuento de terror español actual (* Aquelarre. Antología del cuento de terror español actual. Cuentos de Alfredo Álamo, Matías Candeira, Santiago Eximeno, Cristina Fernández Cubas, David Jasso, José María Latorre, Alberto López Aroca, Lorenzo Luengo, Ángel Olgoso, Félix Palma, Pilar Pedraza, Juan José Plans, Miguel Puente, Marc R. Soto, Norberto Luis Romero, Care Santos, José Carlos Somoza, José María Tamparillas, David Torres, José Miguel Vilar-Bou y Marian Womack. Salto de Página, Madrid, 2010; edición de Antonio Rómar y Pablo Mazo Agüero). ISBN 978-84-15065-02-9